# Torre Pons
La Torre Pons és un edifici del municipi de Sant Just Desvern (Baix Llobregat) que forma part de l'Inventari del Patrimoni Arquitectònic de Catalunya. Els plànols signats per Marcel·lià Coquillat encarregats per Fabià Pons són del 1910.

## Descripció
És un edifici de planta baixa i pis, amb torre mirador de planta quadrada coronada per coberta a quatre vessants. Les cobertes, inclinades, són de ceràmica vidriada, que fa dibuixos de colors verd, vermell i groc, esdevenint-ne un dels elements més significatius. Tipològicament pot considerar-se un edifici noucentista, però des d'una òptica formal denota el gust modernista pels materials ceràmics a cantonades i a ampits, llindes i brancals. S'utilitza la ceràmica vidriada i el maó. Conté l'escut de la Mancomunitat de Catalunya.